# إيرل فاولر (عداء المسافات المتوسطة)
إيرل فاولر (بالإنجليزية: Earl Fuller)‏ هو عداء مسافات متوسطة أمريكي، ولد في 6 مارس 1904 في سان فرانسيسكو في الولايات المتحدة، وتوفي بنفس المكان في 23 أكتوبر 1956.

## وصلات خارجية
- إيرل فاولر على موقع أوليمبيديا (الإنجليزية)